# Juan Bello Dunn
Juan Bello (Londres, Reino Unido, 7 de febrero de 1825 - Nueva York, Estados Unidos, 16 de septiembre de 1860) fue un abogado, dramaturgo, traductor, poeta, escritor y político chileno.

## Biografía

### Primeros años
Juan Enrique Teodoro Bello Dunn nació en el seno de una familia numerosa y acomodada, hijo mayor del distinguido literato y filósofo venezolano-chileno Andrés Bello e Isabel Antonia Dunn, su segunda esposa. Hermano de Emilio Bello. Fue concebido mientras Andrés Bello ejercía la secretarla de la legación chilena en Londres. Se trasladó a Chile en 1829, a la edad de cuatro años. Sus padrinos fueron Mariano Egaña y Enriqueta O'Connor. En Santiago de Chile, aprendería literatura y jurisprudencia con su padre.

### Debut literario
En 1842 comenzó a colaborar en el Semanario de Santiago, con composiciones en verso y poesías con un contenido particular, muchas de ellas enfocadas en Chile y sus celebraciones. Después escribió en El Progreso, firmando como Batilo, pseudónimo que toma prestado del poeta Juan Meléndez Valdés. Destaca su Dieciocho de Septiembre, una composición de dieciséis versos, premiada como ganadora en el concurso organizado por la Sociedad Literaria con motivo de las Fiestas Patrias en 1842, sociedad de la cual era miembro y con la que simpatizaba filosóficamente. Este espacio le permitió codearse con algunas de las figuras más importantes de la filosofía chilena. En 1843 publicó una leyenda titulada Elena y Eduardo en El Crepúsculo. Por esa época también redactó los folletines teatrales de El Progreso. Se instaló en La Chimba. Su casa era conocida como la "casa de los paltos".

### Faceta política
Trabajó en 1844 como profesor de latín y filosofía en la Escuela Normal Superior José Abelardo Núñez. En 1846, durante su ministerio, Manuel Camilo Vial nombró a Juan Bello oficial primero del Instituto Nacional de Estadísticas. En 1847, ganó el concurso para ser profesor de literatura e historia moderna en el Instituto Nacional General José Miguel Carrera, donde compitió con Jacinto Chacón. Para sus clases de literatura, ocupó el Manual de Literatura de Antonio Gil y Zárate; y para las de historia, ocupó (y tradujo) el Compendio de la historia moderna de Jules Michelet. Asimismo, ocupó los textos de su padre. En 1848 publicó El Aguinaldo, con la leyenda en verso La espada de Felipe el Atrevido. Más tarde incertó en la Revista de Santiago una serie de artículos, en verso y en prosa.
Abanderado por el partido liberal, fue elegido simultáneamente diputado suplente por Petorca y diputado propietario por La Laja, optando por este último y completando el periodo 1849-1852. Su cargo quiso ser impugnado enérgicamente por José Joaquín Vallejos, argumentando que era un extranjero, nacido en Londres, de madre inglesa y padre venezolano, pero Juan Bello Dunn fue respaldado por José Victorino Lastarria, su mejor amigo. Presentó a la Cámara de Diputados y Diputadas de Chile un proyecto de ley sobre mayorazgos, y en la discusión del mismo sublevó los ánimos de la Asamblea Nacional, llamó la atención a la sociedad y sentó plaza de orador:

Otro de los oradores que se distinguió en la notable Lejislatura de 1849 fué Juan Bello. Mui jóven aun entró a ka Cámara de Diputados lleno de ese fogoso entusiasmo que caracteriza los años verdes, i anheloso por distinguirse en los trabajos de la reforma. De sentimientos nobles i puros, trabajaba con la buena fé del hombre público aquien no han alcanzado todavía las intrigas, los cubiletes, el jesuitismo, la corrupción política. [...] Sabe entrar en el debate con elegancia i lucimiento i busca con especial cuidado el lado brillante de la cuestión. Fuerte en las imájenes, amigo de tropos i demás figuras retóricas, puede decirse que sus discursos son bellos ramos de flores literarias; más no por esto deja de tener fuerza su lójica, ni dejan de ser lójicos sus razonamientos.
José Antonio Torres

A su juicio, así como para intelectuales de la época como Manuel Bilbao, la institución del mayorazgo significaba una verdadera manera de ser colonial y oscurantista, que tristemente sobrevivió a la Independencia, lo cual demandaba su desaparición. Sin perjuicio de sus actividades parlamentarias, continuó trabajando en sus escritos. En 1850, se recibió de abogado en la Universidad de Chile. No participó en la revolución de 1851, la cual buscaba derrocar el gobierno de Manuel Montt, pero asistió a la ceremonia fúnebre que se le hizo al coronel Pedro Urriola. Por motivos preventivos y políticos, fue encarcelado, luego confinado por solicitud a Copiapó, siendo su fiador Francisco Antonio Pinto, y desterrado finalmente a Lima, Perú. En el proceso, perdió su cargo de profesor en el Instituto Nacional y su puesto de oficial en el Instituto Nacional de Estadísticas.

### Últimos años
Retornó a Chile en 1852 (gracias a las gestiones de su padre). Andrés Bello lo deja a cargo de El Araucano, aunque más tarde se decepciona del trabajo descuidado de su hijo. Falto de dinero, abrió un firma de abogados, la cual triunfó esplendorosamente. El 13 de abril de 1853 se volvió miembro de Facultad de Filosofía y Humanidades de la Universidad de Chile, donde pronunció un discurso de elogio a su predecesor, Buenaventura Cousiño Jorquera. En 1855, contrajo tuberculosis, el cual lentamente comenzó a degradar su salud. Más tarde, en 1858, fue designado secretario de la legación de Chile en Francia, en reemplazo de Manuel Blanco Encalada. El viaje guardaba relación su malestar:

Han dicho los médicos a Juan Bello que morirá bien pronto si no se embarca y hace una larga navegación a Europa. Estaba muy abatido o por el peso de su enfermedad o por la imposibilidad de viajar con su familia, de la que no puede prescindir en su actual estado. Le propone oficiosamente el Presidente si aceptaría el despacho de oficial de la legación chilena en París, lo que equivale a decir si quería que le costeasen el viaje a Europa y gozar allí de una renta de 1.500 pesos. Aceptó el ofrecimiento y muy pronto marchará con su familia por el cabo. Todo el mundo ha aprobado esta acción del gobierno.
Francisco Antonio Pinto

Finalmente, ya en el final de su vida, el 12 de agosto de 1859 fue nombrado encargado de negocios en Estados Unidos, país donde falleció, en Nueva York, el año 1860. Sus restos regresaron a Chile y fue sepultado en Santiago. Tras su muerte, la comunidad liberal chilena hizo llegar a su padre las condolencias:

Mi respetable señor: Y yo también vengo a renovar vuestro dolor sagrado. Juan mi condiscípulo, amigo de juventud, correligionario político, compañero de meditación y entusiasmo; Juan, la alegría de nuestras reuniones juveniles, amigo de todos, inteligencia luminosa, corazón profundo de ternura, encanto de nuestras horas de solaz por su sinceridad, su brillo, y su entusiasmo, y en la virilidad de su genio y de su edad ha sucumbido, sin que el dolor de sus amigos, ni las esperanzas frustradas de la patria, ni la inocencia de sus hijos, ni las sombras de sus hermanos, y lo que es más, sin que la imagen de sus padres encorvados bajo el peso de una inexorable suerte, fuera bastante a detener la muerte.
Francisco Bilbao

Su puesto en la Facultad de Filosofía y Humanidades fue tomado por Alberto Blest Gana.

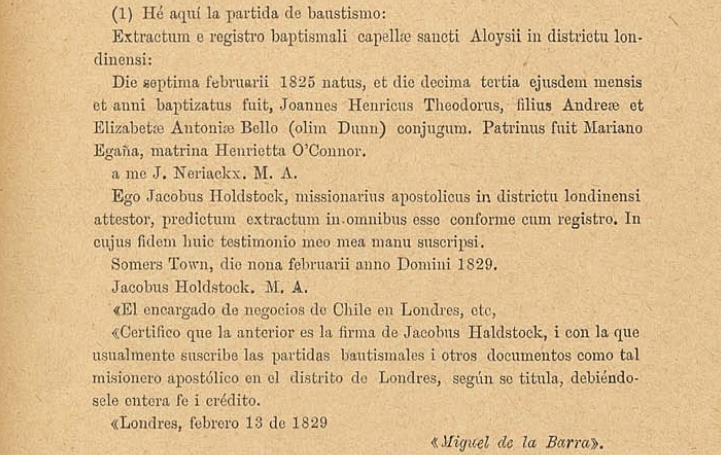
Acta de bautismo de Juan Bello Dunn, fechada el 13 de febrero de 1829.

## Vida familiar
Se casó en 1847 con Rosario Reyes Gómez, y tuvieron dos hijas: Rebeca Bello Reyes e Inés Bello Reyes. Rebeca Matte Bello y Inés Echeverría Bello son sus nietas.

## Obras originales seleccionadas

### Poemas
- Dieciocho de Septiembre (1842)
- A una joven (1842)
- Al cumpleanos de un padre (1842)
- Un desengaño (1843)
- A la muerte de... (1843)
- La mujer perdida (1843)
- A Peñaflor (1843)
- A un nino (1844)

### Leyenda
- Elena y Eduardo (1843)[11]
- La Espada de Felipe el Atrevido (1848)

### Artículos o capítulos de libros
- Rápido Bosquejo de un paralelo entre O'Higgins i Carrera (1848)[41]
- Acerca de la industria minera (1849)[42]
- La perifrasis, la metáfora i las antítesis (1849)[42]
- Instrucción Primaria (1849)[43]
- Análisis del informes de don Antonio Varas presentado a la cámara de diputados sobre los medios de obtener la reducción i civilización de los indíjenas (1849)[43]
- Biografía de Pedro de Valdivia (1850)[44]
- Don Bernardo O'Higgins[45]
- D. Francisco Balmaceda[46]

### Prólogo
- Prólogo al Ensayo sobre el gobierno en Europa, de Ambrosio Montt Luco.[47]

## Traducciones
Entre las obras que Bello Dunn tradujo del francés al español se cuentan:
- El Alquimista en el siglo XIX (1846), de Alexandre Dumas;
- Las horas serias de un joven (1847), de Charles-Louis Sainte-Foy;[48]
- Tratado técnico y práctico de economía política (1859, en dos volúmenes), de Jean Gustave Courcelle-Seneuil;[49][50]
- Compendio de historia moderna (1860), de Jules Michelet;[51]
- Lorenzino, o La libertad de Florencia (1863), de Alexandre Dumas.[52]